# The Eyes of Alice Cooper
The Eyes of Alice Cooper é o vigésimo terceiro álbum de Alice Cooper, que foi lançado em 2003. Embora tenha sido dito que o título é uma referência ao documentário de 2000 conhecido como The Eyes of Tammy Faye, em outubro de 2007, Alice disse não ser este o caso. Com este álbum, Cooper voltou a seu som hard rock anterior, no estilo de The Last Temptation, abandonando o pesado "industrial metal" encontrado em seus dois últimos álbuns de estúdio. Um fato notável é a capa do álbum, lançada em quatro versões distintas, diferenciando-se apenas na cor dos olhos de Cooper. Eles foram disponibilizados em azul, verde, roxo e vermelho.
No "Behind the Music Remastered" de 2010  de Alice Cooper, "Between High School & Old School" foi descrita como "um clássico moderno de Alice Cooper" por sua volta à temática de escola (uma referência a "School's Out")

## Faixas
Todas as músicas escritas por Alice Cooper, Eric Dover e Ryan Roxie, exceto onde destacado.
1. "What Do You Want From Me?" (Cooper, Dover, Mikal Reid) – 3:24
2. "Between High School & Old School" – 3:01
3. "Man Of The Year" – 2:51
4. "Novocaine" – 3:07
5. "Bye Bye, Baby" – 3:27
6. "Be With You Awhile" (Cooper, Dover) – 4:17
7. "Detroit City" (Cooper, Roxie, Chuck Garric) – 3:58
8. "Spirits Rebellious" – 3:35
9. "This House Is Haunted" – 3:30
10. "Love Should Never Feel Like This" – 3:32
11. "The Song That Didn't Rhyme" – 3:17
12. "I'm So Angry" – 3:36
13. "Backyard Brawl" – 2:36

## Músicos
- Alice Cooper - Vocais
- Eric Dover - Guitarra
- Ryan Roxie - Guitarra
- Chuck Garric - Baixo
- Eric Singer - Bateria
- Wayne Kramer - Co-guitarrista em "Detroit City"